# Daniel C. Tsui
Daniel Chee Tsui (chiń. 崔琦; pinyin Cuī Qí; ur. 28 lutego 1939 w prowincji Henan) – amerykański fizyk pochodzenia chińskiego, noblista.

## Życiorys
Był profesorem na Uniwersytecie Princeton. Specjalizował się w elektronice ciała stałego oraz prowadził badania nad silnym polem magnetycznym działającym na elektrony. W roku 1998 otrzymał, wraz z Robertem Laughlinem i Horstem Störmerem, nagrodę Nobla za duży wkład w rozwój fizyki ciała stałego.